# Vicenç Vidal
Vicenç Vidal Matas (Esporlas, Islas Baleares, 31 de mayo de 1980) es un técnico y político español del Partido Socialista de Mallorca, formación integrada a la coalición Més per Mallorca. Actualmente es diputado nacional en el Congreso de los Diputados por las Islas Baleares. Anteriormente, fue consejero de Medio Ambiente, Agricultura y Pesca de las Islas Baleares.

## Formación
Es licenciado en Ciencias Ambientales por la Universidad Autónoma de Barcelona (1998-2003) y cuenta con un máster en Espacios Naturales Protegidos por la Universidad Complutense de Madrid, la Universidad de Alcalá de Henares, la Universidad Autónoma de Madrid, la Fundación Bernáldez y Europarc España (2004). Es especialista universitario en Cooperación al Desarrollo por la Universidad de las Islas Baleares (2003-2004) y en Derecho Urbanístico y Ordenación del Territorio también por la UIB (2011-2012). Cuenta con un certificado de aptitud Pedagógica en Ciencias Naturales expedido por el Instituto de Ciencias de la Educación de la UAB y se ha formado en Gestión del Patrimonio Natural y Cultural a la Universidad Autónoma de Madrid (2004) y en sistemas de gestión medioambientals en empresas turísticas, cátedra Sol Meliá, por la Universidad de las Islas Baleares (2004).

## Experiencia profesional
Es senador autonómico de las Islas Baleares por Més per Mallorca desde el 12 de julio de 2019. Anteriormente fue consejero de Medio Ambiente, Agricultura y Pesca del Gobierno de las Islas Baleares desde el 2 de julio de 2015  hasta el 2 de julio de 2019. Ha sido teniente de alcalde y concejal de Medio Ambiente, Promoción Económica, Participación Ciudadana y Cooperación al Desarrollo del Ayuntamiento de Esporlas desde 2007 hasta 2019, director general de Biodiversidad de la consejería de Medio ambiente y Movilidad del Gobierno de las Islas Baleares de febrero de 2010 a junio de 2011. También ha ejercido de jefe de secretaría de la consejería de Comercio, Industria y Energía del Gobierno de las Islas Baleares (2008) y de técnico de Medio Ambiente y Participación en la consultora GRAM (2007-2008).